# レネ・レベレット
レネ・アレクサンダー・レベレット（Rene Alexander Leveret、1985年11月19日 - ）は、フランス領サン・マルタン出身の野球選手（一塁手）。現在は、アメリカン・アソシエーションのアマリロ・ソックスに所属している。

## 経歴

### プロ入りとツインズ傘下時代
17歳の時に、ミネソタ・ツインズとマイナー契約を結びプロ入りを果たした。
2006年は、傘下ルーキーリーグのドミニカン・サマーリーグ・ツインズでプレーした。この年は72試合に出場し、打率.331、7本塁打、55打点、84安打を記録した。
2007年は、傘下アドバンスルーキーリーグのエリザベストン・ツインズでプレーした。この年は66試合に出場し、打率.307、8本塁打、65打点、75安打を記録した。
2008年は、まず傘下アドバンスルーキーリーグのエリザベストンでプレーした。ここでは9試合に出場し、打率.306、2本塁打、6打点、11安打を記録した。その後、傘下Aのベロイト・スナッパーズへ昇格した。ここでは、49試合に出場し、打率.286、3本塁打、34打点、52安打を記録した。
2009年は、傘下アドバンスAのフォートマイヤーズ・ミラクルでプレーした。この年は92試合に出場し、打率286、5本塁打、38打点、86安打を記録した。同年限りで、退団した

### キャピタルズ時代
2010年は、独立リーグであるカナディアン・アメリカン・リーグのケベック・キャピタルズと契約を結んだ。
同年は42試合に出場し、打率.309、4本塁打、40打点、54安打を記録した。オフに、退団した。

### ナイツ時代
2011年は、イタリアンベースボールリーグのデ・エンジェリス・ノースイースト・ナイツと契約を結んだ。
この年は6試合に出場し、打率.118、2安打を記録した。

### キャピタルズ復帰
2012年は、ケベック・キャピタルズに2年ぶりに復帰した。
この年は77試合に出場し、打率.361、9本塁打、59打点、114安打を記録した。
また9月には、第3回WBCのフランス代表に選出された。
2013年は88試合に出場し、打率.292、11本塁打、71打点、96安打を記録した。
2014年は93試合に出場し、打率.261、8本塁打、44打点、88安打を記録した。
8月28日に、この年から開催されたフランス国際野球大会のフランス代表メンバーが発表され代表入りした。フランス国際野球大会終了後に、第33回ヨーロッパ野球選手権大会のフランス代表に選出された。
また11月には、同じフランス代表でプレーしたフレデリク・アンヴィと共に来日し阪神タイガースのトライアウトを受験した。

### ソックス時代
2015年からは、独立リーグのアメリカン・アソシエーションのアマリロ・ソックスでプレーする。

## 詳細情報

### 代表歴
- 2013 ワールド・ベースボール・クラシック・フランス代表
- 第1回フランス国際野球大会 フランス代表
- 第33回ヨーロッパ野球選手権大会 フランス代表